# Eclissi solare del 19 aprile 1939
L'eclissi solare del 19 aprile 1939 è un evento astronomico che ha avuto luogo il suddetto giorno attorno alle ore 16.45 UTC. L'eclissi, nella forma anulare, è stata visibile in alcune parti del Nord America (Alaska Canada) e Unione Sovietica; l'eclissi solare parziale ha coperto la maggior parte del Nord America, dell'Europa centrale e occidentale e alcune aree circostanti.  Questa eclissi anulare è considerata notevole in quanto il percorso di anularità è passato sopra il Polo Nord; oltre alle menzionate aree il percorso dell'ombra ha attraversato la Terra di Francesco Giuseppe, l'Isola di Ušakov e l'isola di Wiese in Unione Sovietica, oggi Russia.
L'eclissi è durata 1 minuto e 49 secondi.

## Visibilità e percorso
L'eclissi si è manifestata all'alba presso l'arcipelago delle Isole Aleutine e presso l'isola di Unalaska, prime aree interessate dall'evento. Successivamente, la pseudo-umbra della luna ha attraversato diagonalmente  la parte nord-occidentale del continente nordamericano raggiungendo il punto di massima eclissi sulla superficie del Mare di Beaufort, a circa 130 chilometri a ovest dell'isola di Banks, nel Mare Glaciale Artico. Successivamente, la pseudo-umbra è passata attraverso alcune isole nella parte nord-occidentale dell'Arcipelago Artico e gradualmente si è spostata verso nord, superando il Polo e dirigendosi in seguito verso sud coprendo parte delle isole dell'Oceano Artico e terminando presso l'Isola della Solitudine al tramonto. La superficie del mare di Kara a circa 140 chilometri a nord-ovest dell'isola di Tinenia .

## Eclissi correlate

### Eclissi solari 1939 - 1942
Questa eclissi è un membro di una serie semestrale. Un'eclissi in una serie semestrale di eclissi solari si ripete approssimativamente ogni 177 giorni e 4 ore (un semestre) a nodi alternati dell'orbita della Luna.

### Ciclo di Saros 118
L'evento fa parte del ciclo di Saros 118, che si ripete ogni 18 anni, 11 giorni e contenente 72 eventi. La serie iniziò con un'eclissi solare parziale il 24 maggio 803 d.C. Comprende eclissi totali dal 19 agosto 947 d.C. al 25 ottobre 1650, eclissi ibride il 4 novembre 1668 e 15 novembre 1686 ed eclissi anulari dal 27 novembre 1704 al 30 aprile 1957. La serie termina al membro 72 con un'eclissi parziale il 15 luglio 2083. La durata più lunga del gruppo di eclissi totali è stata di 6 minuti e 59 secondi il 16 maggio 1398.